# Orden de expulsión de los bárbaros

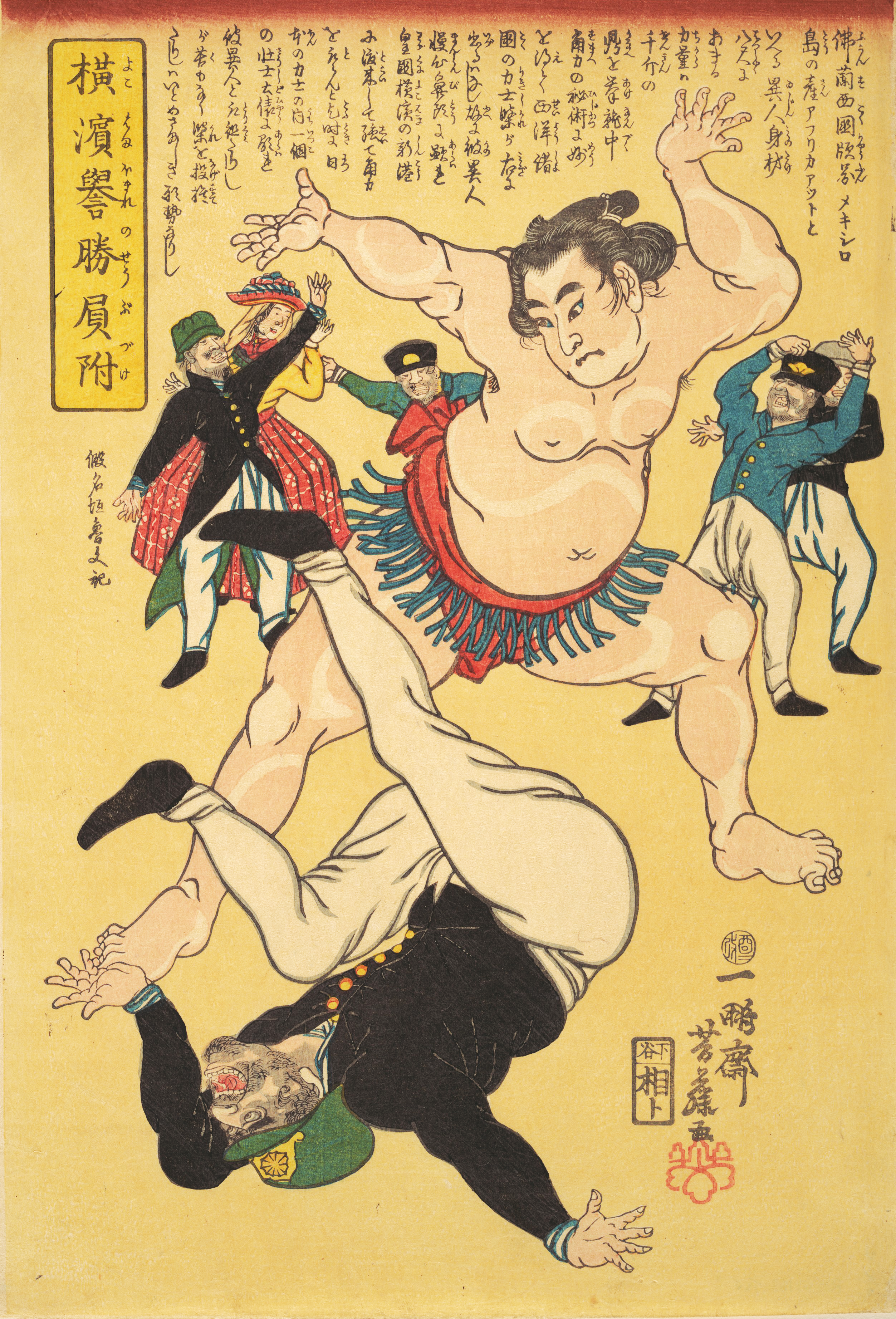
Una imagen japonesa de 1861 que expresa el sentimiento Joi (攘夷, "expulsar a los bárbaros").

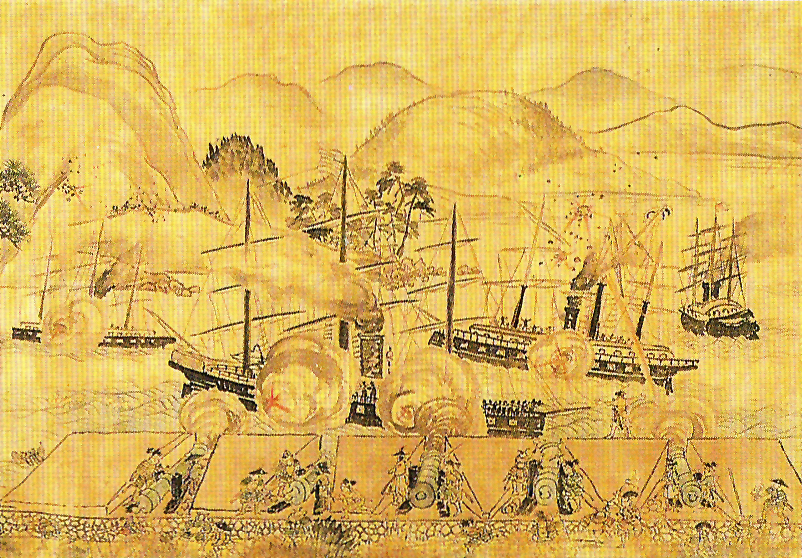
Cañones Choshu disparando en contra de barcos occidentales en Shimonoseki. Pintura japonesa.

La Orden de expulsión de los bárbaros (en japonés: 攘夷勅命 o 攘夷実行の勅命 jōi chokumei o jōi jikkō no chokumei) fue un edicto emitido por el Emperador Komei del Japón en 1863 en contra de la occidentalización del país luego de la apertura del mismo por parte del Comodoro Perry en 1854.

## La orden
El edicto se basó en un sentimiento generalizado de reivindicación y anti-extranjeros, llamado el movimiento "Reverenciar al Emperador, expulsar a los bárbaros" (尊皇攘夷 sonnō jōi). El Emperador Komei personalmente creía en este movimiento, y - rompiendo cientos de años de tradición imperial - comenzó a ejercer un rol activo en las políticas de estado: a medida que las oportunidades se presentaban, se oponía abiertamente a tratados y trató de interferir en la sucesión del shogunato. Sus esfuerzos culminaron el 11 de marzo de 1863 con la Orden de expulsión de los bárbaros. La fecha límite para la expulsión se fijó dos meses después para el 11 de mayo

## Consecuencias
El Shogunato no tenía intenciones de hacer cumplir esta orden, y el edicto inspiró una serie de ataques en contra de los extranjeros en Japón, al igual que el mismo Shogunato. El más famoso de estos incidentes fue el ataque sobre dos navíos estadounidenses en el Estrecho de Shimonoseki por parte de miembros del clan Choshu el día en que se cumplía la fecha límite. Samuráis sin amo (rōnin) se unieron a la causa asesinando a funcionarios del shogunato y a extranjeros de occidente. El asesinato del comerciante inglés Charles Lennox Richardson es a menudo considerado como un resultado de esta política. El gobierno de Tokugawa se vio obligado a pagar cien mil libras esterlinas como indemnización por la muerte de Richardson.
No obstante, este resultó ser el punto máximo del movimiento sonnō jōi, ya que las potencias occidentales respondieron a los ataques contra sus buques bombardeando Shimonoseki. Poco antes de esto, le habían exigido fuertes reparaciones de guerra al Dominio de Satsuma por el asesinato de Charles Lennox Richardson - el Incidente Namamugi. Cuando estas reparaciones no fueron pagadas, una escuadra de la Royal Navy se dirigió al puerto de Kagoshima para obligar al daimyo a que lo hiciera. No obstante, el daimyo respondió disparando contra los barcos, y la escuadra devolvió el fuego en represalia. A este evento se lo conoció más adelante (aunque erróneamente) como el Bombardeo de Kagoshima. Estos incidentes dejaron en claro que Japón no era rival para el poderío militar de occidente, y que una confrontación brutal no era una solución viable.
Estos eventos, sin embargo, también sirvieron para debilitar aún más shogunato, el cual aparentaba tener muy poco poder y haber otorgado demasiadas concesiones en sus relaciones con las potencias extranjeras. Finalmente, las provincias aliadas se rebelaron y depusieron al shogunato en la Guerra Boshin y la posterior Restauración Meiji.